# Nova Erexim
Nova Erexim este un oraș în Santa Catarina (SC), Brazilia.